# 馬厄·贊恩
馬厄·贊恩（阿拉伯语：‎； 1981年7月6日—） 出生在黎巴嫩的黎波里，是一位瑞典歌手。馬厄·贊恩是個虔誠的伊斯蘭教徒，他有不少曲子是用英文演唱，以表達其對伊斯蘭世界的精神內涵及其忠貞的信仰。

## 事業
馬厄·贊恩出生於黎巴嫩。從小就熱愛音樂的他，音樂和創作成了他生活中不可缺少的一部分。在他8歲時，舉家搬遷到瑞典。
馬厄·贊恩曾跟隨天才的音樂製作人RedOne，一起擔任製作，並在2006年跟隨其赴紐約，在那裡工作過幾年。後來為了實現他的夢想，又返回瑞典開始了演唱事業。
2009年1月，馬厄·贊恩開始在一家國際穆斯林音樂唱片公司Awakening Records製作自己的第一張專輯《Thank You Allah》。2009年11月1日，《Thank You Allah》正式發行，在穆斯林音樂界引起了極大的反響。
馬厄·贊恩和Awakening Records成功地利用Facebook、Youtube、iTunes等新興媒體渠道廣泛宣傳這張專輯。2010年初，他的音樂已經廣泛傳播於許多穆斯林國家，受到許多穆斯林青年的追捧。在2010年底，馬厄·贊恩成為馬來西亞當年Google搜尋人氣第一的人。馬來西亞也是馬厄·贊恩取得巨大成功的地方。2010年，他的專輯《Thank You Allah》作為當年最暢銷的專輯，在馬來西亞華納音樂獎上獲得8項金獎。2010年1月，馬厄·贊恩以一曲《Nabi Salam Alayka》，擊敗了包括侯賽因·吉斯米、穆罕默德·莫尼爾、薩米·優素福在內的多名穆斯林知名歌手，一舉獲得Nujoom FM（中東最大的主流音樂電台）的最佳宗教歌曲獎。2011年《Thank You Allah》在印尼索尼音樂獎上獲得兩項金獎。
馬厄·贊恩的歌曲主要用英文演唱，但他也嘗試用其他穆斯林國家的語言去演唱他的歌曲。例如《Insha Allah》，現在已經發行了英語、法語、阿拉伯語、土耳其語、馬來西亞語和印尼語等版本。另一首歌曲《Allahi Allah Kiya Karo》，由一名加拿大巴基斯坦裔的穆斯林歌手Irfan Makki演唱烏爾都語版。
2011年「阿拉伯之春」開始後，Maher Zain於3月發佈了一首單曲《Freedom》，聲援中東國家尋求變革的人們。
2011年7月，馬厄·贊恩登上英國穆斯林雜誌《Emel》的封面人物。
2012年4月2日，第二張專輯Forgive Me發行，並在馬來西亞華納音樂獎上獲得2項金獎。

## 專輯
| Year | 專輯資料                                                                        | 獎項                                                            |  |
| ---- | ------------------------------------------------------------------------------- | --------------------------------------------------------------- |  |
| 2009 | Thank You Allah - 發行日期: 2009年11月1日 - Label: Awakening Records - 格式: CD | - 馬來西亞華納音樂獎上獲得8項金獎 - 印尼索尼音樂獎上獲得2項金獎 |  |
| 2012 | Forgive Me - 發行日期: 2012年4月2日 - Label: Awakening Records - 格式: CD       | - 馬來西亞華納音樂獎上獲得4項金獎                               |  |

## 影片
- 2009: "Palestine Will Be Free"
- 2010: "Thank You Allah (Alhamdulillah)"
- 2010: "Insha Allah"
- 2010: "Allahi Allah Kiya Karo (Live)"
- 2010: "The Chosen One"
- 2011: "Freedom"
- 2011: "Ya Nabi Salam Alayka"
- 2011: "For the Rest of My Life"
- 2012: "Number One For Me"
- 2012: "Forgive Me"
- 2012: "So Soon"
- 2013: "Love Will Prevail"
- 2013: "Ramadan"
- 2014: "Muhammad (Pbuh)
- 2014: "Samih"
- 2014: "Radhitu billahi rabba"

## 外部連結
- Maher Zain Facebook （页面存档备份，存于）
- Maher Zain on IslamicLyrics.net （页面存档备份，存于）
- Awakening Music （页面存档备份，存于）
- Last.fm: Maher Zain page （页面存档备份，存于）